# Millport (Schottland)
Millport (schottisch-gälisch: Port a’ Mhuilinn) ist der Hauptort der Insel Great Cumbrae im Firth of Clyde vor der schottischen Westküste. 2011 betrug die Einwohnerzahl 1275.
Die wichtigste Sehenswürdigkeit ist die Cathedral of The Isles, die kleinste Kathedrale Europas.

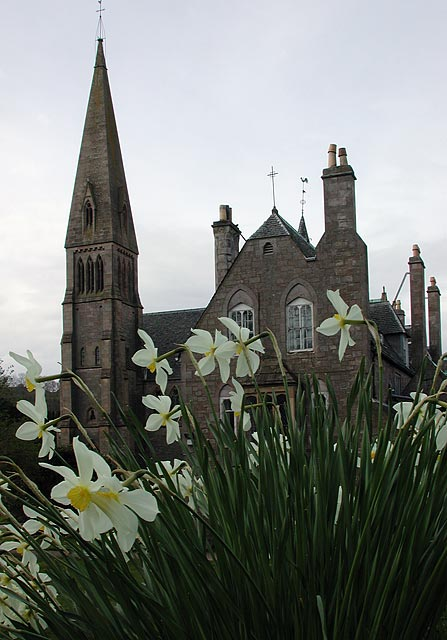
Cathedral of The Isles
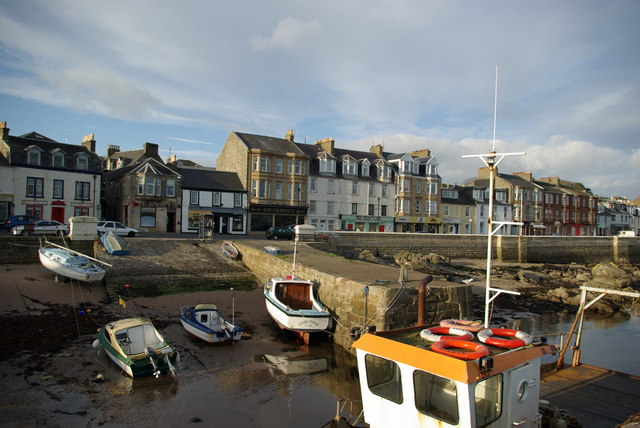
Hafen von Millport
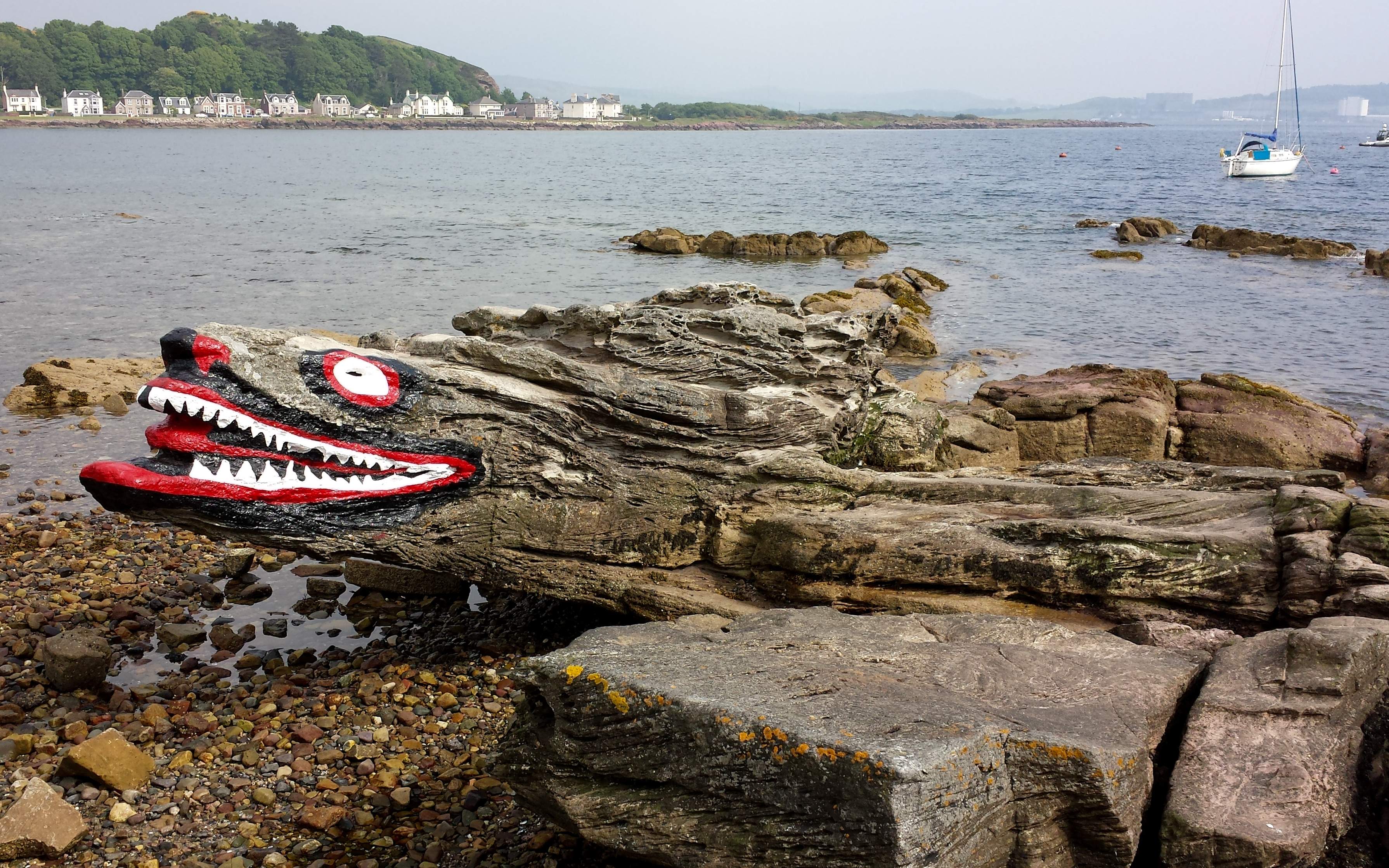
„Crocodile Rock“